# Фёдоров, Афанасий Игнатьевич
Афанасий Игнатьевич Фёдоров (1926—1959) — якутский советский писатель и драматург.
Член Союза писателей СССР с 1957 года.

## Биография
Родился 30 июля 1926 года в Харбалахском наслеге Верхневилюйского улуса.
В 1946 году окончил Вилюйское педагогическое училище им. Н. Г. Чернышевского, после чего работал учителем русского языка и литературы. В 1948—1949 годах учился на годичных курсах повышения квалификации преподавателей. В 1949—1951 годах продолжил обучение в Литературном институте им. А. М. Горького.
В 1948—1949 годах учился на годичных курсах повышения квалификации преподавателей. С 1949 по 1951 год продолжил обучение в Литературном институте имени Горького. В 1951—1959 годах работал преподавателем в Таттинском улусе.
Первый рассказ Афанасия Фёдорова «Огородница» появился в 1948 году в газете «Кыым». Вскоре его имя становится известным благодаря успеху пьесы «Вперед» о послевоенной жизни якутского села, которая с успехом шла на сцене Якутского музыкально-драматического театра (ныне Саха академический театр имени П. А. Ойунского). В 1958 году была издана его повесть «Крутой подъём» («Үрдүк дабаан») о тружениках алмазной промышленности Якутии, в 1959 — повесть «Неувядающие ветви» («Хагдарыйбат лабаалар»). А. И. Фёдоров — также автор пьес.
На республиканском конкурсе в честь 40-летия Великой Октябрьской социалистической революции ему была присуждена вторая премия за повесть «Хагдарыйбат лабаалар» («Неувядающие ветви»).
Вместе с писателем Василием Яковлевым был репрессирован. Арестован 19 февраля 1952 года и приговорён Верховным судом Якутской АССР к 10 годам лишения свободы в ИТЛ. Реабилитирован 24 апреля 1954 года — Верховным судом СССР дело было прекращено за отсутствием состава преступления.
Умер 19 апреля 1959 года в Москве.